# Billy Graham
William Franklin Graham Jr, conhecido por Billy Graham (Charlotte, 7 de novembro de 1918 – Montreat, 21 de fevereiro de 2018), foi um evangelista evangélico, teólogo arminiano e pastor batista norte-americano. Foi conselheiro espiritual de vários presidentes dos Estados Unidos e proeminente membro da Convenção Batista do Sul. Ao longo da sua carreira, que se estendeu por mais de seis décadas, Graham ganhou proeminência como figura cristã evangélica nos Estados Unidos e no estrangeiro como evangelista midiático cujas transmissões e turnês internacionais com sermões ao vivo se tornaram bem conhecidas em meados do século XX.
De acordo com um biógrafo, Graham foi considerado “um dos líderes cristãos mais influentes” do século XX. A partir do final da década de 1940 e início da década de 1950, Graham tornou-se conhecido por encher estádios e outros locais de grande dimensão em todo o mundo, onde pregava sermões ao vivo; estes eram frequentemente transmitidos através da rádio e da televisão, continuando alguns a ser vistos até ao século XXI. Durante as suas seis décadas na televisão, Graham foi o anfitrião das suas “cruzadas” anuais, campanhas evangelísticas ao vivo, desde 1947 até à sua reforma em 2005. Apresentou também o programa radiofónico Hour of Decision, de 1950 a 1954. Repudiou a segregação racial, numa altura de intensos conflitos raciais nos Estados Unidos, insistindo na integração racial em todos os seus reavivamentos e cruzadas, logo em 1953. Mais tarde, convidou Martin Luther King Jr. a pregar conjuntamente num reavivamento na cidade de Nova Iorque em 1957. Para além dos seus objetivos religiosos, ajudou a moldar a visão do mundo de um grande número de pessoas de diferentes origens, levando-as a encontrar uma relação entre a Bíblia e os pontos de vista seculares contemporâneos. De acordo com o seu sítio Web, Graham falou a audiências ao vivo de pelo menos 210 milhões de pessoas, em mais de 185 países e territórios, através de várias reuniões, incluindo a BMS World Mission e o evento Global Mission.
Graham era próximo dos presidentes estadunidenses Dwight D. Eisenhower, Lyndon B. Johnson (um dos seus amigos mais íntimos), e Richard Nixon. Foi também amigo de longa data de Robert Schuller, outro televangelista e pastor fundador da Catedral de Cristal, a quem Graham convenceu a iniciar o seu próprio ministério televisivo. O evangelismo de Graham era apreciado pelas principais denominações protestantes, uma vez que ele encorajava os principais protestantes, que se convertiam à sua mensagem evangélica, a permanecerem nas suas igrejas principais ou a regressarem a elas. Apesar das suspeitas e apreensões iniciais da sua parte em relação ao catolicismo - comuns entre os protestantes evangélicos contemporâneos - Graham acabou por desenvolver laços amigáveis com muitas figuras da Igreja Católica estadunidense, encorajando mais tarde a unidade entre católicos e protestantes.
Graham operava uma variedade de meios de comunicação e de publicações. De acordo com o seu pessoal, mais de 3,2 milhões de pessoas responderam ao convite das Cruzadas Billy Graham para “aceitar Jesus Cristo como seu salvador pessoal”. A audiência de Graham ao longo da sua vida, incluindo as emissões de rádio e televisão, ultrapassou provavelmente os biliões de pessoas. Como resultado das suas cruzadas, Graham pregou o Evangelho a mais pessoas, ao vivo e pessoalmente, do que qualquer outra pessoa na história do Cristianismo. Graham esteve na lista da Gallup dos homens e mulheres mais admirados um recorde - 61 vezes.

## Biografia

### Infância e juventude
Graham nasceu em uma fazenda leiteira em Charlotte, na Carolina do Norte, em 7 de novembro de 1918. Billy Graham foi levado pelos pais para a Associação de Igrejas Presbiterianas Reformadas. Depois de participar de várias reuniões de evangelismo, Graham se converteu aos 16 anos de idade em 1934.
Após terminar o ensino médio na Sharon High School, em maio de 1936, Graham foi para o Bob Jones College, atual Universidade Bob Jones, na cidade de Cleveland, no Tennessee, mas achou o ambiente extremamente sectário e transferiu-se para o Instituto Bíblico da Flórida, atualTrinity College of Florida, em 1937.
Graham foi ordenado ao ministério pastoral dos batistas sulistas, em 1939. No ano seguinte graduou-se em Teologia pelo Florida Bible Institute (atual Trinity College of Florida). Em seguida, estudou Antropologia no Wheaton College (Illinois), obtendo um bacharelado em artes, em 1943. Durante o tempo em que esteve no Wheaton College, Graham afirmou que a Bíblia é a "palavra infalível de Deus".
Após a graduação, Graham pastoreou a Igreja Batista de Western Springs (atual Western Springs Baptist Church) em Western Springs, Illinois, antes de se juntar à Youth for Christ, uma organização fundada para o ministério da juventude e militares durante a Segunda Guerra Mundial. Ele pregou nos Estados Unidos e na Europa no imediato pós-guerra, emergindo como uma jovem liderança evangélica.
Ainda em 1943, Graham se juntou a Henrietta Mears, da Primeira Igreja Presbiteriana de Hollywood, que foi de ajuda imprescindível para a escolha do primeiro acampamento criado por ele, chamado Forest Home Christian Camp (atual Forest Home Ministries), às margens do lago Big Bear, no sudoeste da Califórnia.

### Ministério

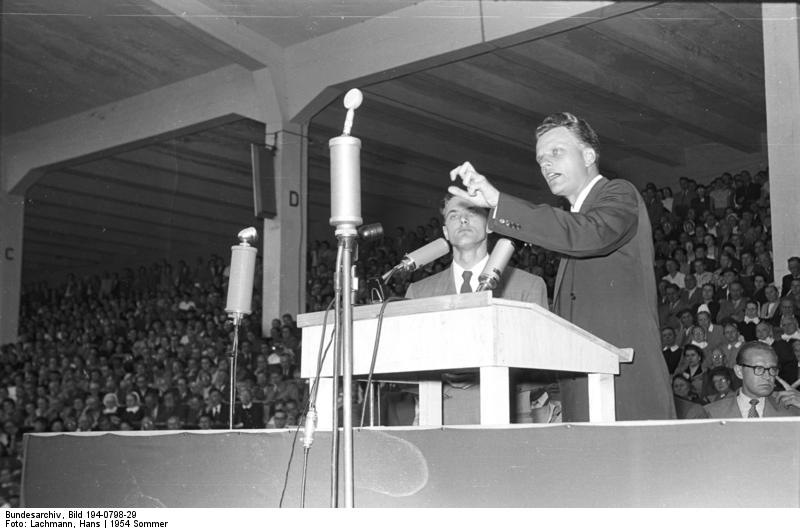
Billy Graham em Düsseldorf, Alemanha, em 21 de junho 1954, durante uma das suas cruzadas

Em 1948, em um quarto de hotel em Modesto (Califórnia), Graham e sua equipe evangelística estabeleceram o Modesto Manifesto, um código de ética da vida e trabalho para se proteger contra acusações de abuso financeiro, sexual e poder. Esse código incluía regras para coletar ofertas em igrejas e trabalhar apenas com igrejas que apoiavam o evangelismo cooperativo, usando estimativas oficiais de multidões em eventos ao ar livre e um compromisso de nunca ficar sozinho com uma mulher que não fosse sua esposa, a menos que outra pessoa estivesse presente.
De 1948 a 1952, Graham foi presidente do Northwestern Bible College (atual University of Northwestern - St. Paul) em Minneapolis.
A partir de 1949, Graham saiu da obscuridade, graças à influência dos dois principais magnatas da imprensa norte-americana da época - William Randolph Hearst e Henry Luce. O interesse de Hearst em Graham permanece um mistério, porque ambos nunca se encontraram.
Em 1950, fundou a Associação Evangelística Billy Graham, uma organização de evangelização.
Em 1951, com o produtor Dick Ross, fundou a produtora de filmes World Wide Pictures, que fará vídeos sobre sua pregação e filmes cristãos.
A primeira "cruzada" feita com sucesso ocorreu na Austrália, em 1959.
Ele serviu como administrador da Junta de Missão Internacional no final da década de 1950 e administrador da Comissão de Rádio e Televisão da SBC no final da década de 1960.
Em 1995, durante o evento Missão Global, ele pregou um sermão no Estádio Hiram Bithorn em San Juan em Porto Rico que foi transmitido por satélite em 185 países e traduzido para 116 idiomas.
Em suas chamadas "cruzadas", eventos evangélicos de massa que organizava desde 1948, em estádios, parques e outros locais públicos, Billy Graham chegou a alcançar uma audiência de quase 210 milhões de pessoas, em 185 países. O foco de seus sermões geralmente é "Jesus Cristo é o único Caminho de Salvação".
Em 24 de junho de 2005, Billy Graham iniciou o que seria a sua última cruzada pela América do Norte, no Flushing Meadows Park em Nova York. Ele pregou durante 417 cruzadas, incluindo 226 nos EUA e 195 no exterior. Mas em Março de 2006, Billy Graham organizou o Festival da Esperança.
Após a doença do pai, Franklin Graham cuida da instituição e das cruzadas e seu filho, Will Graham, organiza cruzadas entre os jovens. As cruzadas não têm lugar específico, podendo ser em uma larga avenida, estádio, parque ou na rua. Graham conseguiu organizar um "exército" de mais de 5 mil pessoas formando um gigantesco coral que cantam músicas, convidando as pessoas a participar.

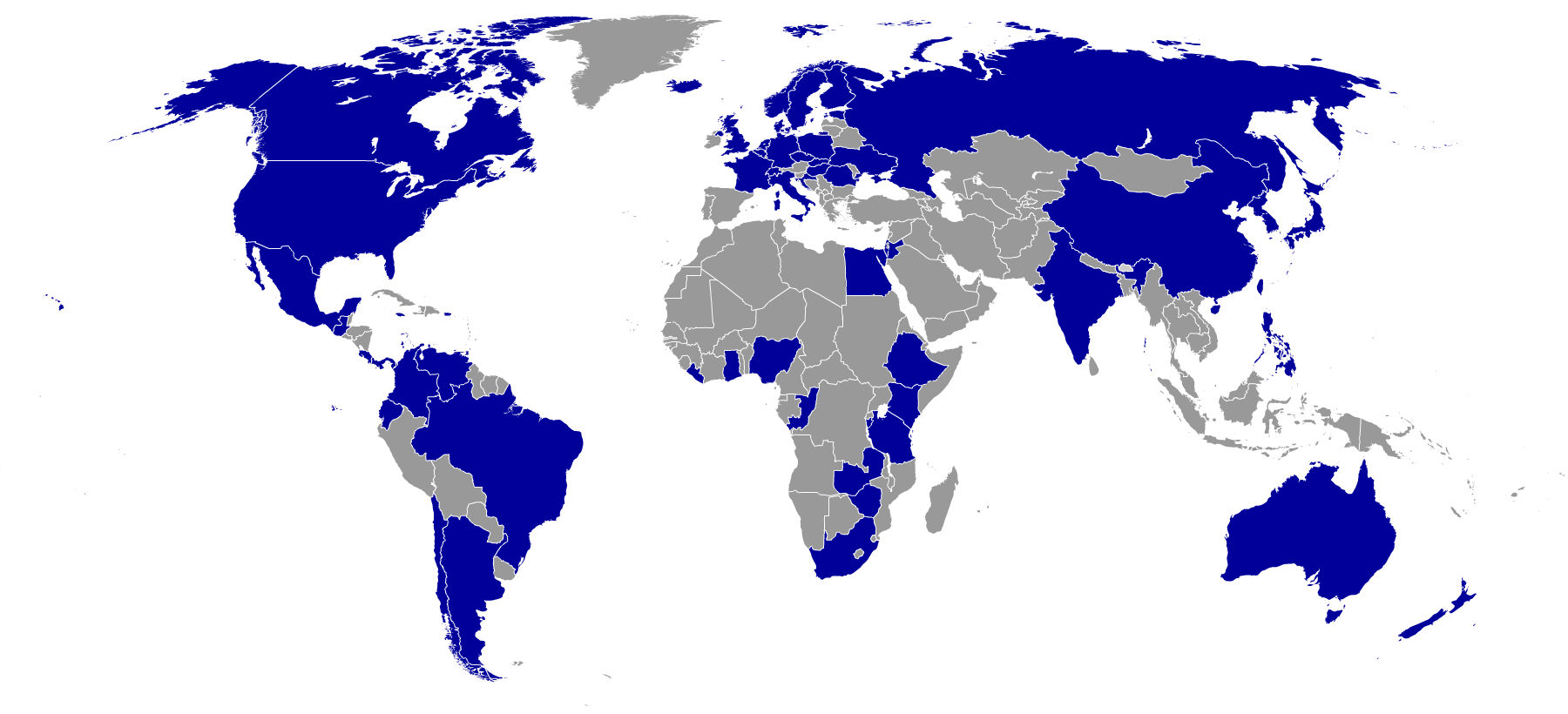
Países que Billy Graham visitou em suas cruzadas.

### Atividade política
Politicamente, Graham foi registrado como membro do Partido Democrata (até 1960), apesar de que nos últimos anos, ele adotou uma posição flexível, escolhendo o partido mais apropriado para expor as suas ideias. Ele tinha relações com os ex-presidentes Dwight Eisenhower, Richard Nixon, Lyndon B. Johnson, Bill Clinton, e da família Bush. Ele desfrutou de um relacionamento extremamente restrito com o ex-presidente Richard Nixon e em 1960 ajudou-o na campanha para presidente dando um forte suporte dos protestantes evangélicos, principalmente presbiterianos e batistas, que estavam preocupados com a candidatura do católico romano John Kennedy.
Após a vitória presidencial de Nixon em 1968, Graham foi o conselheiro oficial, visitando com frequência a Casa Branca e ocasionalmente prestando serviços privativos religiosos aos presidentes desde então. A apenas dois dias das eleições presidenciais de 2000, Graham foi chamado para fazer a oração no café da manhã presidencial na Flórida com George W. Bush, que depois foi chamado formalmente para endossá-lo pelos seus atendimentos espirituais.
Em 2011, declarou que, embora grato por ter conhecido políticos com necessidades espirituais como todo o mundo, reconhecia ter eventualmente passado dos limites e que teria sido preferível evitar a política.

#### Ações de paz
Billy Graham esteve ligado a Martin Luther King e atuou em favor de leis antissegregacionistas durante a década de 1960 e ao longo de seu ministério. No entanto, Graham nunca participou publicamente de manifestações do movimento dos direitos civis dos negros nos Estados Unidos e nunca se manifestou oficialmente em apoio ao movimento de libertação afro-americano, mesmo após a morte de Martin Luther King.
Billy Graham era muito querido pelo presidente norte-coreano Kim Il-sung, tendo visitado a República Popular Democrática da Coreia (RPDC) por duas vezes, em 1992 e 1994, a convite das autoridades norte-coreanas. Os laços de confiança entre a família Graham e as autoridades norte-coreanas levaram a vários projetos de cooperação na Coreia do Norte.

## Críticas e controvérsias

### Críticas religiosas
Graham foi criticado durante vários anos por evangélicos fundamentalistas, em razão de suas mensagens de ecumenismo e sua proximidade com a Igreja Católica - particularmente com o Papa João Paulo II. Alguns chegaram a tachá-lo de "Anticristo".
Líderes batistas também se manifestaram contra a tendência de Graham de instrumentalizar a religião para fins políticos - em desacordo com o princípio da separação da Igreja e do Estado.

### Crítica social e política
Em geral, Graham é apresentado como uma figura importante no movimento evangélico contemporâneo. No entanto, algumas críticas apontam seu alinhamento com certas ideologias conservadoras, como o apoio a visões sociais tradicionais e a defesa do criacionismo. Essas associações foram discutidas por estudiosos, mas carecem de fontes consistentes para corroborar a extensão de tais alegações.
Graham também foi associado ao anticomunismo durante a Guerra Fria e ao apoio ao governo dos Estados Unidos, mas as alegações de financiamento por empresas petrolíferas e sua ligação com o macarthismo não são amplamente verificadas em fontes confiáveis.

### Discussão sobre judeus com o presidente Nixon
Durante o caso Watergate, houve rumores de que Graham havia expressado opiniões antissemitas, em discussões particulares com Richard Nixon; ele negou, enfatizando seus esforços para construir pontes com a comunidade judaica. Em 2002, a controvérsia foi renovada quando os conteúdos das " fitas de Richard Nixon" foram publicados e confirmaram as observações feitas por Graham a Nixon três décadas antes. Segundo as gravações, Graham concordou com Nixon que judeus controlavam a Mídia de massa dos Estados Unidos, o que chamou de "estrangulamento", durante uma conversa com Nixon em 1972, sugerindo que, se Nixon fosse reeleito, eles poderiam fazer algo a respeito. Quando as fitas foram tornadas públicas, Graham pediu desculpas, dizendo:
"Embora eu não me lembre da ocasião, lamento profundamente os comentários que aparentemente fiz em uma conversa no Salão Oval com o Presidente Nixon (...) há cerca de 30 anos. Eles não refletem meus pontos de vista e peço sinceras desculpas por qualquer ofensa causada por esses comentários." 
De acordo com a revista Newsweek, "[O] choque da revelação foi ampliado tendo em vista o apoio de longa data de Graham a Israel e a sua recusa em participar de apelos para conversão dos judeus".

### Opiniões sobre feminismo e papel social da mulher
Em 1970, Graham declarou que o feminismo era "um eco de nossa filosofia geral de permissividade" e que as mulheres não queriam ser "jamantas competitivas de ataque contra os machistas". Ele afirmou ainda que o papel de esposa, mãe e dona de casa era o destino da "verdadeira mulher" de acordo com a ética judaico-cristã. As afirmações de Graham, publicadas no Ladies' Home Journal, geraram cartas de protesto e foram oferecidas como refutação ao estabelecimento da seção "The New Feminism" (O Novo Feminismo) da publicação, que havia sido criada após um protesto nos escritórios do Journal, exigindo representação feminina na equipe da publicação.
A filha de Graham, Bunny, contou que seu pai negou a ela e a suas irmãs o ensino superior. Conforme relatado no Washington Post:
Bunny se lembra de ter sido preparada para a vida de esposa, dona de casa e mãe. "Nunca houve uma ideia de carreira para nós", disse ela. "Eu queria ir para a escola de enfermagem - Wheaton tinha um programa de cinco anos - mas papai disse não. Sem motivo, sem explicação, apenas 'não'. Não foi um confronto, e ele não ficou com raiva, mas quando ele decidiu, foi o fim." Ela acrescentou: "Ele se esqueceu disso. Mamãe não se esqueceu."
A filha de Graham, Anne Graham Lotz, é uma ministra cristã, liderando uma organização ministerial cristã conhecida como AnGeL Ministries.
Graham convenceu sua futura esposa, Ruth, a abandonar sua ambição de evangelizar no Tibete para ficar nos Estados Unidos e se casar com ele - alegando que fazer o contrário seria "frustrar a óbvia vontade de Deus". Depois que Ruth concordou em se casar com ele, Graham citou a Bíblia para reivindicar autoridade sobre ela, dizendo: "então eu vou liderar e você vai seguir". De acordo com seu obituário, Ruth foi ativa no ministério cristão depois que se casaram, muitas vezes ensinando na Escola Dominical. Seu obituário informa que, além de seus dois filhos, todas as três filhas de Graham também se tornariam ministras cristãs.

### Declarações sobre a homossexualidade
Graham considerava a homossexualidade como um pecado e, em 1974, descreveu-a como "uma forma sinistra de perversão".
Em 1993, ele declarou que a AIDS poderia ser produto de um "julgamento" de Deus. Duas semanas depois, retratou-se, dizendo: "Não acredito nisso e não sei por que disse isso". Graham opôs-se ao casamento entre pessoas do mesmo sexo: "Acredito que o lar e o casamento são a base de nossa sociedade e devem ser protegidos". O obituário de Graham observou que ele se recusava a falar sobre a homossexualidade como uma questão política. Corky Siemaszko, escrevendo para a NBC News, observou que, após o incidente de 1993, Graham "se afastou do assunto".
Graham pareceu adotar uma abordagem mais tolerante em relação à questão da homossexualidade quando apareceu no programa 20/20 de 2 de maio de 1997 e declarou: "Acho que a Bíblia ensina que a homossexualidade é um pecado, mas a Bíblia também ensina que o orgulho é um pecado, o ciúme é um pecado e o ódio é um pecado, os maus pensamentos são um pecado e, portanto, não acho que a homossexualidade deva ser escolhida como o pecado preponderante que cometemos hoje".
Em 2012, Graham e seu filho, Franklin, endossaram publicamente a Emenda 1 da Carolina do Norte, que proibia o casamento entre pessoas do mesmo sexo no estado. Ambos condenaram a declaração pública do presidente Obama de apoio ao casamento entre pessoas do mesmo sexo, no final daquele ano.

## Prêmios
Graham ganhou diversos prêmios, incluindo o Prêmio Templeton em 1982 por sua contribuição à ajuda mútua e ao entendimento inter-religioso. e o Ronald Reagan Freedom Award por sua contribuição para o avanço da liberdade no mundo, em 2000.

### Doutorados honoris causa
Ele recebeu vários Doutorados honoris causa.
- 1948 : Doutor em Divindade, Universidade de Newcastle
- 1948 : Doutor em Humanidades, Universidade Bob Jones
- 1950 : Doutor em Direito, Universidade de Houghton
- 1954 : Doutor em Divindade, Universidade Baylor
- 1956 : Doutor em Letras, Wheaton College
- 1967 : Doutor em Humanidades, Belmont Abbey College
- 1973 : Doutor em Humanidades, Universidade de Jacksonville
- 1981 : Doutor em Teologia, Christian Theological Seminary (Varsóvia, Polônia)
- 1981 : Doutor em Teologia, Reformed Theological Academy (Debrecan, Hungria)
- 1985 : Doutor em Cristianismo, Universidade Batista de Dallas
- 1990 : Doutor em Humanidades, Universidade Batista de Hong Kong
- 1996 : Doutor em Divindade, Universidade da Carolina do Norte em Chapel Hill

## Vida pessoal

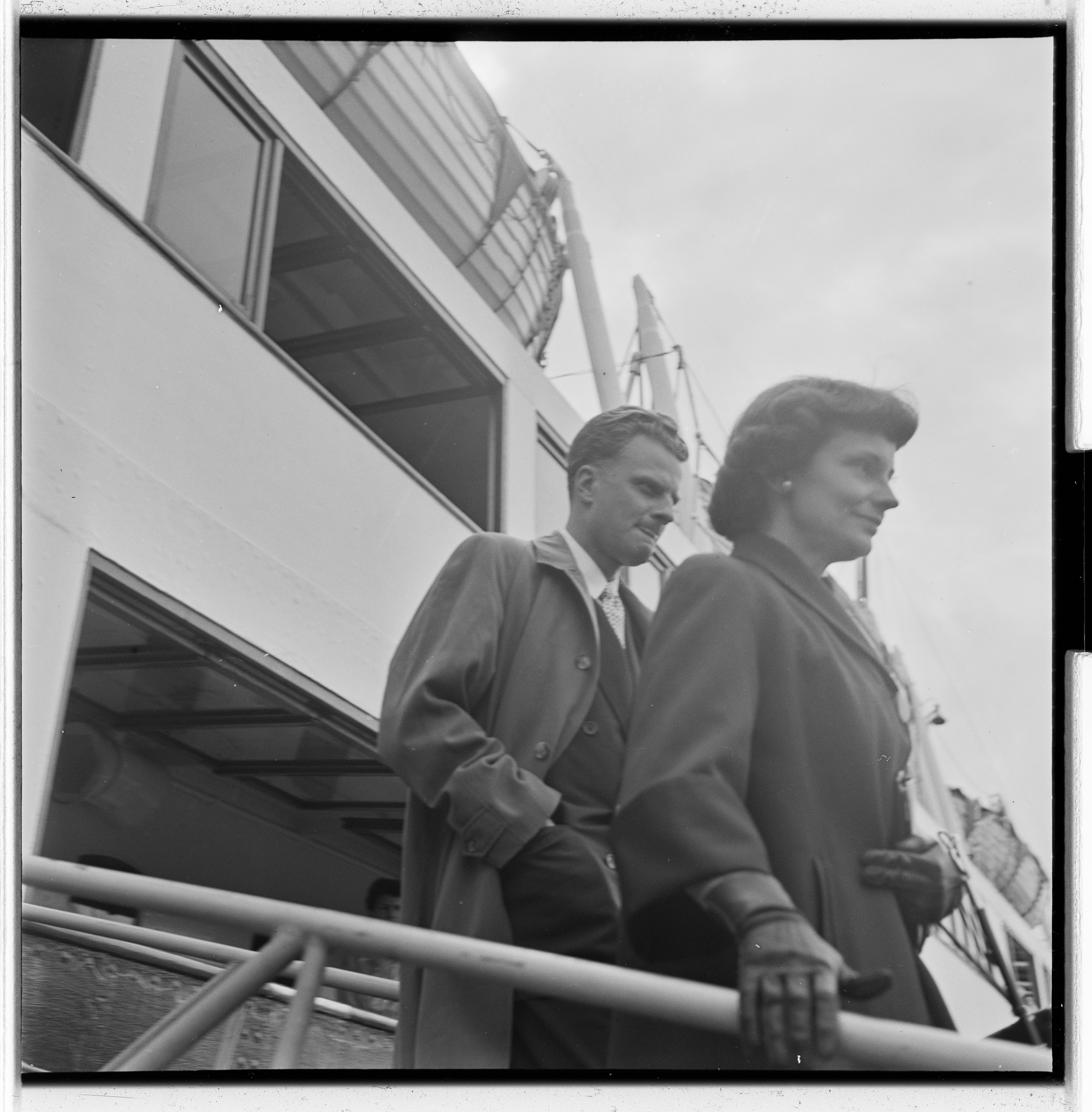
Billy Graham e sua esposa em Oslo, Noruega, 1955

### Família
Billy Graham casou-se em 1943 com Ruth McCue Bell, que depois passou a se chamar Ruth Graham [en], filha de missionários presbiterianos dos Estados Unidos, em missão na China. Seu pai, L. Nelson Bell [en], era cirurgião geral e destacado membro na história da antiga Presbyterian Church in the United States. Poucas pessoas tiveram mais influência em Billy Graham do que o Dr. Bell. O casal teve cinco filhos, dezenove netos e 28 bisnetos. Os filhos Franklin Graham e Anne Graham Lotz também são evangelistas, e passaram a controlar os negócios do pai, que se aposentou devido à idade avançada, ao mal de Parkinson e a outras doenças. Em 14 de junho de 2007, Ruth Graham morreu na residência do casal em Montreat, Carolina do Norte.

### Igreja
Em 1953, tornou-se membro da Primeira Igreja Batista de Dallas, embora nunca tenha vivido no estado do Texas. Em 2008, ele mudou sua filiação para a Primeira Igreja Batista em Spartanburg (Carolina do Sul), cerca de uma hora e meia de carro de sua casa em Montreat (Carolina do Norte).

### Fim da vida
Em 2011, quando questionado se teria feito as coisas de maneira diferente, ele disse que teria passado mais tempo em casa com sua família, estudado mais e pregado menos. Ele teria participado de menos conferências. Ele também disse que tem o hábito de aconselhar os evangelistas a economizar tempo e evitar muitos compromissos.
Graham já planejava a sua saída da vida pública devido a problemas de saúde, sofrendo durante muitos anos com a doença de Parkinson e outros problemas como fraturas no quadril e na pélvis, câncer de próstata e implante de uma derivação em seu cérebro para controlar o excesso de fluido. Também foi hospitalizado em 2011, 2012 e 2013 por problemas respiratórios.
Billy Graham morreu em sua casa na Carolina do Norte no dia 21 de fevereiro de 2018 aos 99 anos. A notícia de sua morte foi dada por Jeremy Blume, porta-voz da Associação Evangelística Billy Graham. O pregador havia muito tempo vinha sofrendo de câncer, pneumonia e outras doenças. Billy completaria cem anos em novembro. Na ocasião de sua morte, foi anunciado que seu corpo seria honrado na rotunda do Capitólio dos Estados Unidos, uma deferência geralmente prestada apenas a presidentes, militares e políticos, e que havia sido oferecida pela última vez em 2012, ao senador americano Daniel Inoue. A cidadãos privados, antes de Graham, a homenagem havia sido prestada apenas a três pessoas, sendo Rosa Parks a última a recebê-la, em 2005.

## Publicações
A coluna de conselhos de Graham — My Answer — foi publicada por mais de 60 anos.

### Livros
Graham escreveu os seguintes livros; muitos dos quais se tornaram best-sellers. Na década de 1970, por exemplo, The Jesus Generation vendeu 200 000 exemplares nas primeiras duas semanas após sua publicação; Angels: God's Secret Agents teve vendas de um milhão de cópias em 90 dias após o lançamento; How to Be Born Again foi dito ter feito história editorial com sua primeira impressão de 800 000 cópias".
- Calling Youth to Christ (1947)
- America's Hour of Decision (1951)
- I Saw Your Sons at War (1953)
- Peace with God (1953, 1984)
- Freedom from the Seven Deadly Sins (1955)
- The Secret of Happiness (1955, 1985)
- Billy Graham Talks to Teenagers (1958)
- My Answer (1960)
- Billy Graham Answers Your Questions (1960)
- World Aflame (1965)
- The Challenge (1969)
- The Jesus Generation (1971)
- Angels: God's Secret Agents (1975, 1985)
- How to Be Born Again (1977)
- The Holy Spirit (1978)
- Evangelist to the World (1979)
- Till Armageddon (1981)
- Approaching Hoofbeats (1983)
- A Biblical Standard for Evangelists (1984)
- Unto the Hills (1986)
- Facing Death and the Life After (1987)
- Answers to Life's Problems (1988)
- Hope for the Troubled Heart (1991)
- Storm Warning (1992)
- Just As I Am: The Autobiography of Billy Graham (1997, 2007)
- Hope for Each Day (2002)
- The Key to Personal Peace (2003)
- Living in God's Love: The New York Crusade (2005)
- The Journey: How to Live by Faith in an Uncertain World (2006)
- Wisdom for Each Day (2008)
- Nearing Home: Life, Faith, and Finishing Well (2011)
- The Heaven Answer Book (2012)
- The Reason for My Hope: Salvation (2013)
- Where I Am: Heaven, Eternity, and Our Life Beyond the Now (2015)